# J.D.T. de Bienville
Pour les articles homonymes, voir Bienville (homonymie).
J.D.T. de Bienville (1726, Cévennes - 3 août 1813, Paris), de son vrai nom Jean Baptiste Louis de Thesacq, est un médecin français du XVIIIe siècle. Il exerça en France, notamment dans les environs de Tours en 1761 et aux Provinces-Unies, notamment à La Haye et Rotterdam. Il est l'auteur de différents traités de médecine. L'un de ses ouvrages, La Nymphomanie, publié en 1771 et qui se pose comme le pendant du célèbre traité sur l'onanisme de Samuel-Auguste Tissot, a rencontré un certain succès, comme en témoignent les nombreuses rééditions et traductions dont il a fait l'objet.

## Œuvres
- La Nymphomanie, ou Traité de la fureur utérine, Amsterdam, Marc-Michel Rey, 1771[3].
- Recherches théoriques et pratiques sur la petite vérole, Amsterdam, Barthelemi Vlam, 1772.
- Traité des erreurs populaires sur la santé, La Haye, Pierre-Frédéric Gosse, 1775[4].
- Réflexions importantes sur les abus de la saignée, Amsterdam, J.-F. Rosart, 1781.
- Le Pour et le Contre de l'inoculation de la petite vérole, Rotterdam, s.n., s.d.